# Morlupo

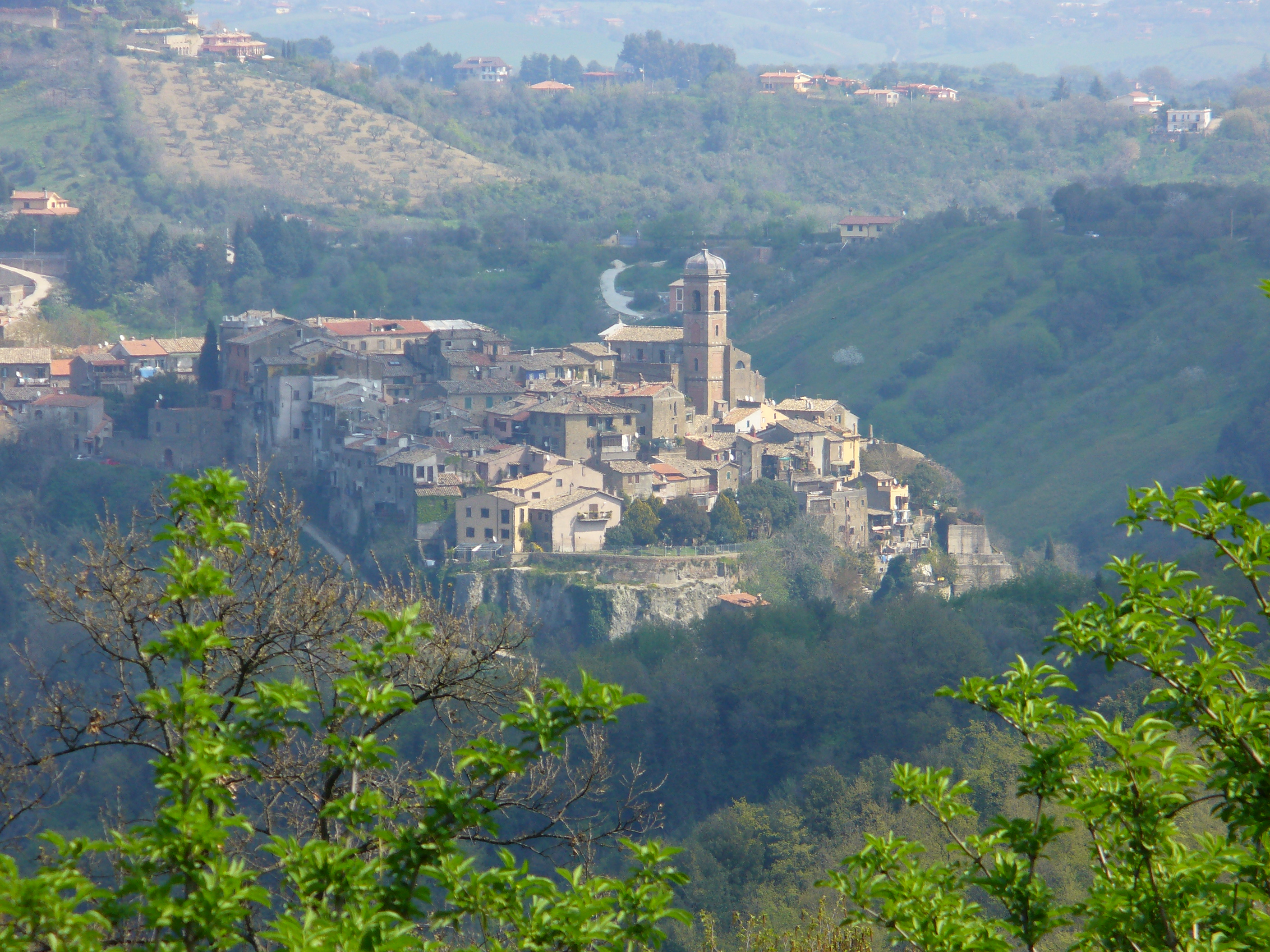
Morlupo

Morlupo ist eine Gemeinde in der Metropolitanstadt Rom in der italienischen Region Latium mit 8476 Einwohnern (Stand 31. Dezember 2023). Sie liegt 38 Kilometer nördlich von Rom.

## Bevölkerung
| Jahr | Bevölkerung |
| ---- | ----------- |
| 1871 | 1630        |
| 1901 | 2262        |
| 1921 | 2306        |
| 1951 | 2978        |
| 1971 | 3427        |
| 1991 | 5611        |
| 2001 | 6654        |

## Politik
Marco Commissari wurde im Mai 2006 zum Bürgermeister gewählt. Seit dem 6. Juni 2016 ist Tiziano Ceccucci Bürgermeister.

## Söhne und Töchter der Stadt
- Lodovico Tevoli (1772–1856), Kurienbischof